# Lucas Laux
Lucas Laux (* 14. Oktober 2002 in Koblenz) ist ein deutscher Fußballspieler, der seit 2025 beim RegionalligistenEintracht Trier unter Vertrag steht.

## Karriere
Laux begann bei der TuS Koblenz. 2018 wechselte er zum 1. FSV Mainz 05, wo er zunächst in der U-17 zum Einsatz kam. Dort kam er in der B-Junioren-Bundesliga in 26 Partien zum Einsatz und erzielte 6 Tore. In den folgenden zwei Jahren war er Teil der U-19 in der A-Junioren-Bundesliga, kam aber unter anderem wegen der COVID-19-Pandemie nur auf 10 Einsätze. Zur Saison 2021/22 stieg er in den Kader der zweiten Mannschaft in der Regionalliga Südwest auf und wurde dort auf Anhieb Stammspieler. Er debütierte beim 3:1-Sieg gegen den VfR Aalen am 1. Spieltag der Saison. Beim 3:1-Sieg gegen die SG Sonnenhof Großaspach am 29. August 2023 konnte er schließlich sein erstes Tor in der Liga erzielen. Insgesamt konnte er als Innenverteidiger in 30 Partien 6 Tore erzielen. Zur Saison 2022/23 wurde er Kapitän seiner Mannschaft, verpasste jedoch im Laufe der Saison einige Spiele verletzungsbedingt. Im April 2023 unterschrieb er einen Profivertrag bis 2025 bei den Rheinhessen. An den letzten drei Spieltagen der Saison wurde er von Trainer Bo Svensson in den Bundesliga-Kader der ersten Mannschaft berufen, kam jedoch zu keinem Einsatz.
Zur Saison 2023/24 wechselte Laux auf Leihbasis zum SV Sandhausen in die 3. Liga. Dort debütierte er am 5. August 2023 beim 0:0-Unentschieden gegen den VfB Lübeck, bei dem er auch in der Startformation stand. Einige Tage später zog er im Training sich einen Kreuzbandriss zu und fiel über das Ende der Saison hinaus aus. Außerdem gewann Laux durch einen Einsatz in der 1. Runde des Badenpokals Anfang August 2023 hier beim SVS den ersten Titel seiner Karriere. Zur Saison 2024/25 wurde Laux in Mainz wieder in den Kader der zweiten Mannschaft integriert. Im Oktober 2024 kehrte er nach seiner Verletzungspause daraufhin auf den Platz zurück und absolvierte bis zum Saisonende noch elf weitere Spiele. Am 10. Juli 2025 gab dann der Ligarivale Eintracht Trier die Verpflichtung des Innenverteidigers bekannt.

## Erfolge
- Badenpokalsieger: 2024

## Privates
Lucas Laux ist der Sohn von Dirk Laux, der im Nachwuchsbereich der TuS Koblenz als Trainer arbeitete. Sein Bruder Oliver war ebenfalls Fußballspieler.